# 楊峻 (成化進士)
楊峻（1433年—1513年），字維高，江西南昌府進賢縣人，民籍，明朝政治人物。

## 生平
景泰四年（1453年）癸酉科江西鄉試第三十名舉人，成化二年（1466年）中式丙戌科會試第一百六十六名，三甲第九十九名進士。授丹徒縣知縣，八年（1472年）十月行取都察院理刑，九年（1473年）升監察御史，十二年（1476年）巡按湖廣，十四年（1478年）九月升廣東按察司僉事，丁父憂。服闋，二十年（1484年）八月起為福建按察司僉事、兵備汀漳，二十三年（1487年）二月升浙江按察司副使，弘治四年（1491年）三月升浙江按察使，六年（1493年）三月升浙江左布政使，丁母憂。服闋，十一年（1498年）十月起復原職，十三年（1500年）九月改南京光祿寺卿，十六年（1503年）致仕歸里。十八年（1505年）明武宗即位，進階通議大夫，正德八年（1513年）六月卒，享年八十一歲，賜葬祭如例。

## 家族
曾祖楊榮壽；祖父楊仲文；父楊敬善。子楊二和，弘治六年進士。